# Federazione calcistica del Lussemburgo
La Federazione calcistica del Lussemburgo (francese Fédération Luxembourgeoise de Football, acronimo FLF) è l'ente che governa il calcio in Lussemburgo.
Fondata nel 1908, ha sede a Mondercange, a sud di Lussemburgo, e controlla direttamente il campionato nazionale, la coppa nazionale e la Nazionale del paese.